# Эйткин (тауншип, Миннесота)
Эйткин (англ. Aitkin) — тауншип в округе Эйткин, Миннесота, США. На 2000 год его население составило 642 человека.

## География
По данным Бюро переписи населения США площадь тауншипа составляет 90,0 км², из которых 90,0 км² занимает суша, а 5,9 км² — вода (6,54 %).

## Демография
По данным переписи населения 2000 года здесь находились 642 человека, 267 домохозяйств и 190 семей.  Плотность населения —  7,6 чел./км².  На территории тауншипа расположено 356 построек со средней плотностью 4,2 построек на один квадратный километр. Расовый состав населения: 97,35 % белых, 1,40 % коренных американцев, 0,47 % азиатов и 0,78 % приходится на две или более других рас. Испанцы или латиноамериканцы любой расы составляли 1,09 % от популяции тауншипа.
Из 267 домохозяйств в 30,0 % воспитывались дети до 18 лет, в 58,8 % проживали супружеские пары, в 10,9 % проживали незамужние женщины и в 28,5 % домохозяйств проживали несемейные люди. 24,3 % домохозяйств состояли из одного человека, при том 12,7 % из — одиноких пожилых людей старше 65 лет. Средний размер домохозяйства — 2,40, а семьи — 2,84 человека.
25,7 % населения — младше 18 лет, 5,5 % — в возрасте от 18 до 24 лет, 23,8 % — от 25 до 44, 26,6 % — от 45 до 64, и 18,4 % — старше 65 лет. Средний возраст — 42 года. На каждые 100 женщин приходилось 96,3 мужчин.  На каждые 100 женщин старше 18 приходилось 90,8 мужчин.
Средний годовой доход домохозяйства составлял 34 250 долларов, а средний годовой доход семьи —  38 750 долларов. Средний доход мужчин —  34 583  доллара, в то время как у женщин — 20 769. Доход на душу населения составил 18 896 долларов. За чертой бедности находились 4,0 % семей и 7,1 % всего населения тауншипа, из которых 3,8 % младше 18 и 6,2 % старше 65 лет.